# Karl Dyroff

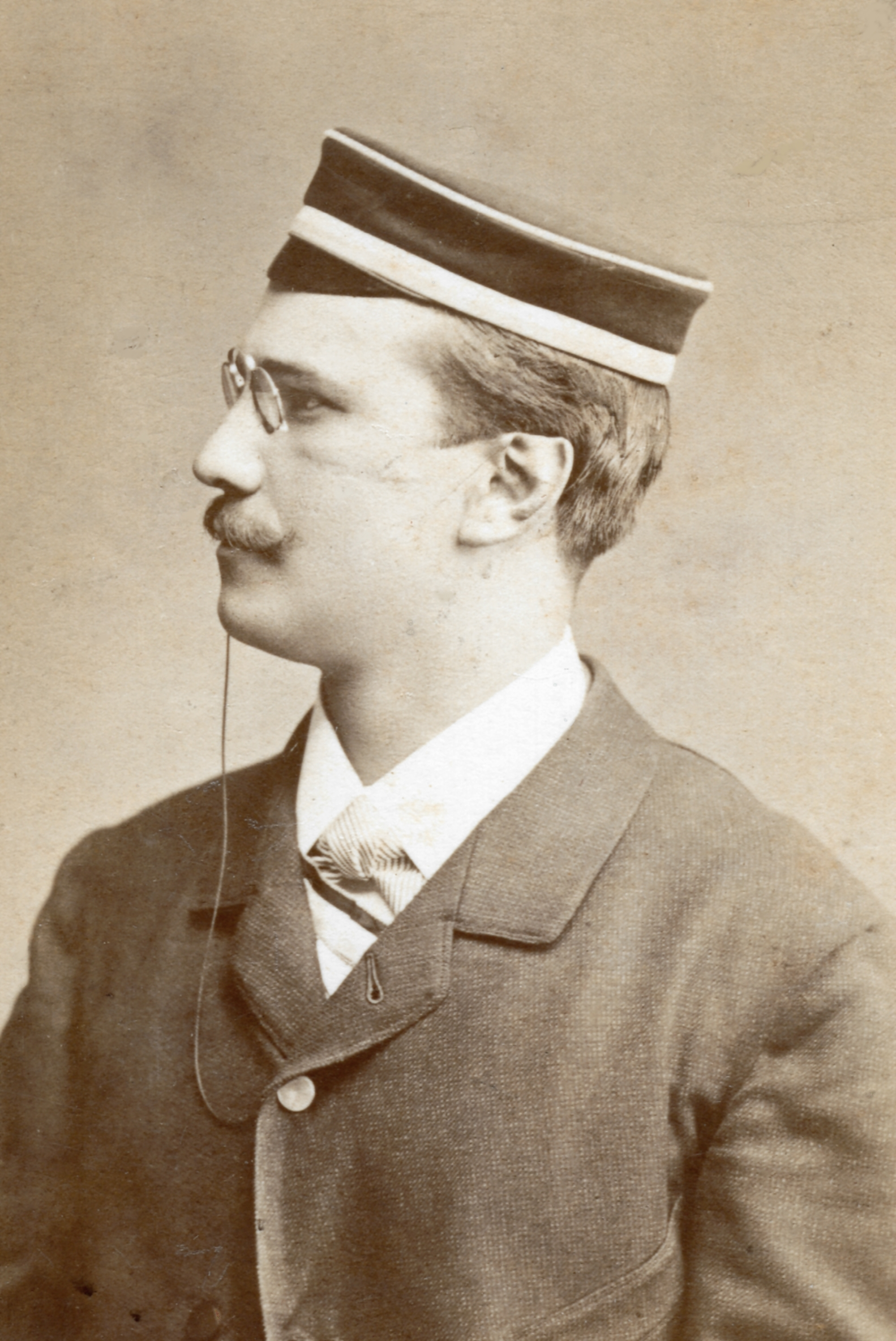
Karl Dyroff

Karl Dyroff (* 25. Februar 1862 in Aschaffenburg; † 12. November 1938 in München) war ein deutscher Orientalist in München.

## Leben
Dyroff war ein Bruder von Anton Dyroff und Adolf Dyroff.
Nach dem Abitur am Kronberg-Gymnasium Aschaffenburg studierte er ab 1880 an der Ludwig-Maximilians-Universität Klassische Philologie. Im selben Jahr wurde er im Corps Suevia München recipiert. Als Inaktiver wechselte er an die Julius-Maximilians-Universität Würzburg und die Friedrich-Wilhelms-Universität zu Berlin. Nachdem er 1884 die Hauptprüfung in Altphilologie bestanden hatte, wurde er als Assistent am Neuen Gymnasium in Würzburg und danach am Luitpold-Gymnasium in München angestellt. Als Einjährig-Freiwilliger diente er in einem Aschaffenburger Jägerbataillon.
Nachdem er 1890 die Spezialprüfung bestanden hatte, wurde er zunächst am Alten Gymnasium in Würzburg, später am Luitpold- und Theresien-Gymnasium München als Studienlehrer angestellt. Neben seinem Schuldienst studierte er Orientalische Sprachen. Mit der Arabischen Sprache als Hauptfach wurde er Pfingsten 1892 an der Philosophischen Fakultät der LMU zum Dr. phil. promoviert. Im Februar 1898 habilitierte er sich für Ägyptologie und semitische Sprachen. Bald außerordentlicher Professor, war er ab Januar 1898 am Antiquarium (München) als Kustos, später als Konservator und Hauptkonservator angestellt.
Mit 52 Jahren meldete er sich im September 1914 als Kriegsfreiwilliger zum mobilen Landsturm. Seit Weihnachten 1914 Hauptmann, kämpfte er bis November 1918 in den Vogesen und an der Maas. Er wurde unter anderem mit dem Eisernen Kreuz I. Kl. ausgezeichnet.
Seit Dezember 1924 im Ruhestand, unverheiratet und von seinen Corpsbrüdern hochverehrt, starb „Philippus Arabus“ nach schwerer Krankheit. Er wurde im Familiengrab in Großkarolinenfeld beigesetzt.

## Werke
- Probleme der Gotteserkenntnis. Aschendorff, Münster i. W. 1928.
- mit Franz Boll und Jafar Ben Muhammad Al-balkh: Sphaera – Neue griechische Texte und Untersuchungen zur Geschichte der Sternbilder. ISBN 1142589749.